# 巴尔伯里
巴尔伯里（法語：Barbery，法語發音：[baʁbəʁi] ⓘ）是法国卡尔瓦多斯省的一个市镇，属于卡昂区。

## 地理
巴尔伯里（49°0'36"N, 0°21'13"W）面积8.6 平方千米，位于法国诺曼底大区卡爾瓦多斯省，该省份为法国西北部沿海省份，北濒大西洋英吉利海峡，东北与滨海塞纳省以海上边界相接，东临厄尔省，南至奧恩省，西与芒什省接壤。
与巴尔伯里接壤的市镇（或旧市镇、城区）包括：布隆、莱兹河畔布雷特维尔、旧弗雷内、穆利讷、圣日耳曼勒瓦松、圣洛朗德孔代勒、于尔维尔。

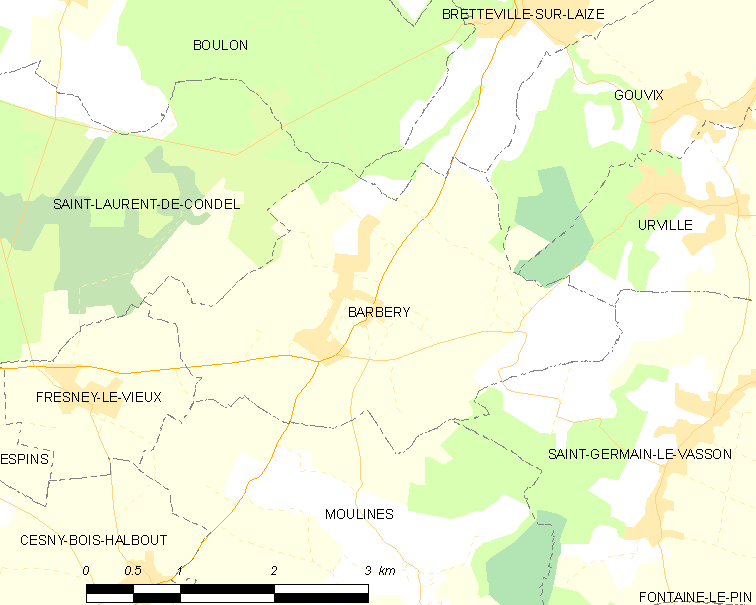
巴尔伯里的OSM定位图

巴尔伯里的时区为UTC+01:00、UTC+02:00（夏令时）。

## 行政
巴尔伯里的邮政编码为14220，INSEE市镇编码为14039。

## 政治
巴尔伯里所属的省级选区为勒奥姆县。

## 人口

1962-2008年间巴尔伯里人口变化图示

巴尔伯里于2022年1月1日时的人口数量为758人。